# Tumulus de Hanret
Le Tumulus de Hanret est un tumulus disparu. Le Tumulus de Hanret est encore souvent mentionné dans la littérature sur les tumulus en Belgique en raison des anciennes fouilles et des découvertes qui ont survécu. 

## Deux tumulus arasés
Il s'agissait de deux tumulus de l'époque gallo-romaine près de la limite orientale de Hanret, section de la commune d'Éghezée, dans la province de Namur, en Belgique, sur un site autrefois appelé Campagne des Tombes à quelque distance des châteaux de Montigny et d'Hambraine. Les deux monticules se rejoignent en quelque sorte par la base.
Eugène del Marmol, président de la Société archéologique de Namur, a effectué des fouilles dans plusieurs tumulus de la région entre 1853 et 1855. Les tumuli de Hanret ont été fouillé en 1854. Les découvertes et trouvailles des tumulus de Hanret sont décrites dans un article. Les objets trouvés à Hanret sont conservés au Musée Archéologique de Namur.

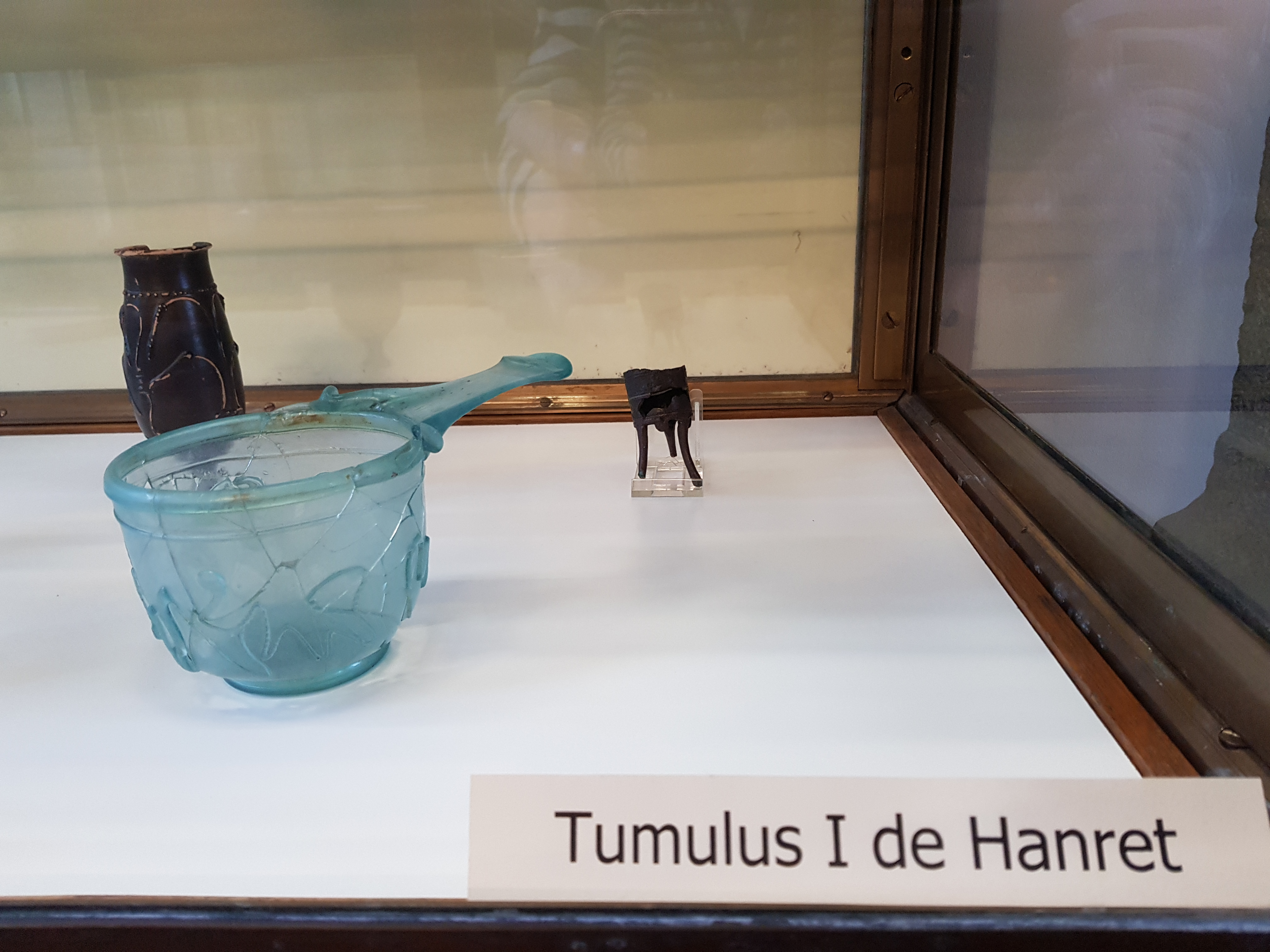
Mobilier funéraire de tumulus 1
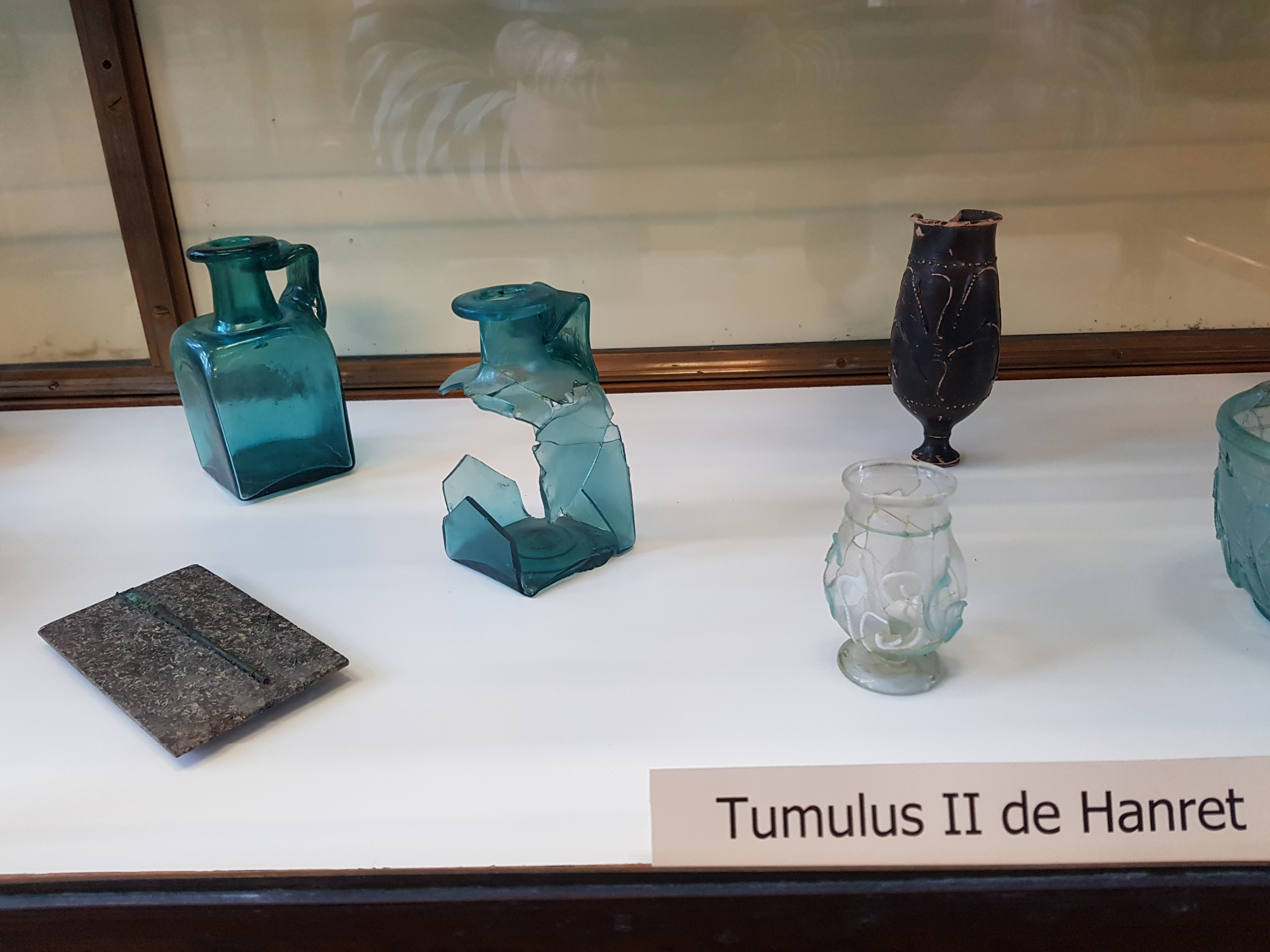
Mobilier funéraire de tumulus 2

Après les fouilles, les tumulus ont été arasés.
L'emplacement des tumuli est encore visible sur les photographies aériennes. 

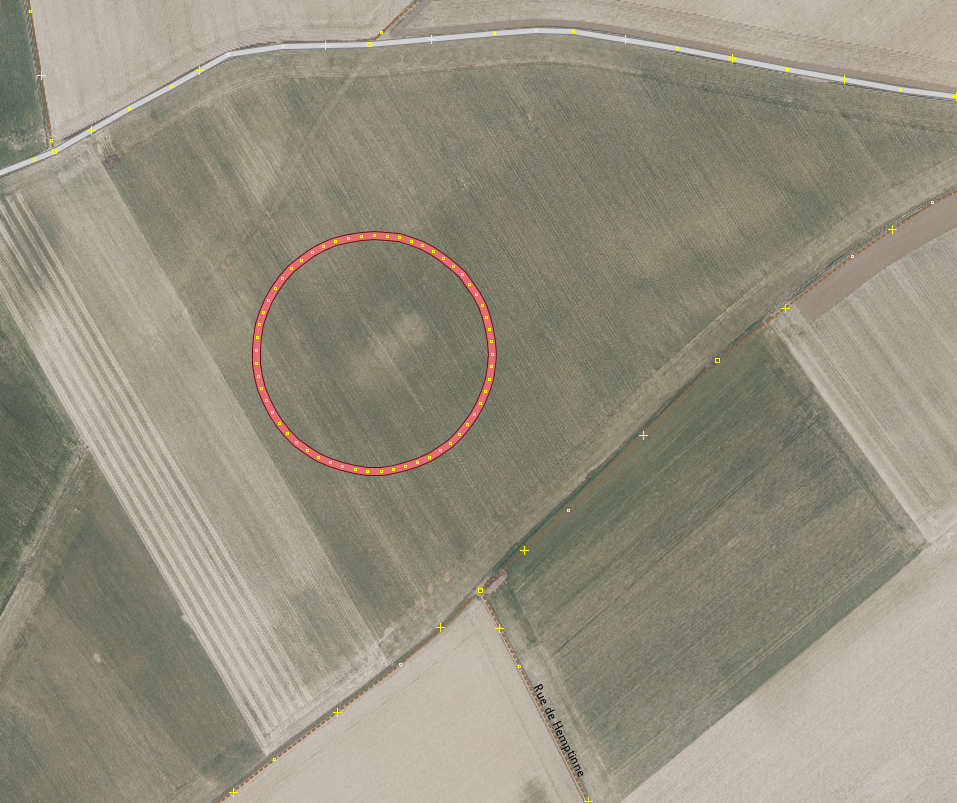
Site des anciens tumulus de Hanret
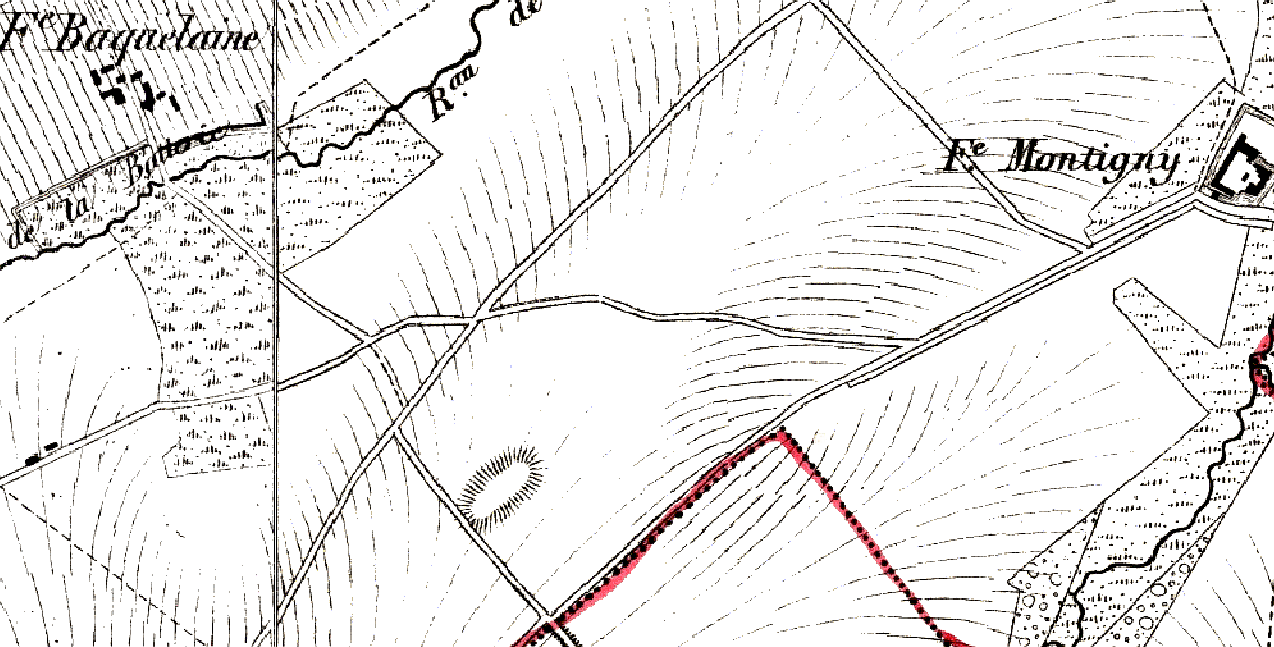
Tumulus sur Carte Vandermaelen de 1846